# Gran Premio de los Países Bajos de Motociclismo de 1949
El Gran Premio de los Países Bajos de Motociclismo de 1949 (oficialmente Dutch TT) fue la tercera prueba del Campeonato del Mundo de Motociclismo de 1949. Tuvo lugar en el fin de semana del 9 de julio de 1950 en el circuito Van Drenthe en Assen (Países Bajos).
La carrera de 500 cc fue ganada por Nello Pagani, seguido de Leslie Graham y Arciso Artesiani. Freddie Frith ganó la prueba de 350 cc, por delante de Bob Foster y Johnny Lockett. La carrera de 125 cc fue ganada por Nello Pagani, Oscar Clemencigh fue segundo y Carlo Ubbiali tercero.

## Resultados

### Resultados 500cc
| Pos     | Piloto            | Constructor | Tiempo     | Puntos |
| ------- | ----------------- | ----------- | ---------- | ------ |
| 1       | Nello Pagani      | Gilera      | 1:47'32.7  | 10     |
| 2       | Leslie Graham     | AJS         | +3.1       | 8      |
| 3       | Arciso Artesiani  | Gilera      | +51.9      | 7      |
| 4       | Artie Bell        | Norton      | +2'28.9    | 6      |
| 5       | Johnny Lockett    | Norton      | +4'38.9    | 5      |
| 6       | Harold Daniell    | Norton      | +6'48.0    |        |
| 7       | Umberto Masetti   | Gilera      | +1 vuelta  |        |
| 8       | Harry Hinton      | AJS         | +1 vuelta  |        |
| 9       | Oscar Clemencich  | Gilera      | +1 vuelta  |        |
| 10      | Enrico Lorenzetti | Moto Guzzi  | +1 vuelta  |        |
| 11      | Drikus Veer       | Triumph     | +1 vuelta  |        |
| 12      | Oliver Scott      | Norton      | +1 vuelta  |        |
| 13      | Bill Beevers      | Triumph     | +2 vueltas |        |
| 14      | Jae Schott        | Triumph     | +2 vueltas |        |
| 15      | Gerard Hoek       | BMW         | +2 vueltas |        |
| Ret     | Edward Nicholls   | Norton      | Ret        |        |
| Ret     | Kenneth Bills     | Velocette   | Ret        |        |
| Ret     | Eric Briggs       | Norton      | Ret        |        |
| Ret     | Dickie Dale       | Norton      | Ret        |        |
| Ret     | Leslie Dear       | Norton      | Ret        |        |
| Ret     | William Doran     | AJS         | Ret        |        |
| Ret     | Robert Forster    | Moto Guzzi  | Ret        |        |
| Ret     | Edward Frend      | AJS         | Ret        |        |
| Ret     | Freddie Frith     | Velocette   | Ret        |        |
| Ret     | Frank Fry         | Norton      | Ret        |        |
| Ret     | Sidney Jensen     | Triumph     | Ret        |        |
| Ret     | Piet Knijnenburg  | BMW         | Ret        |        |
| Ret     | Guido Leoni       | Moto Guzzi  | Ret        |        |
| Ret     | George Morrison   | Norton      | Ret        |        |
| Ret     | Hub Pellikaan     | BMW         | Ret        |        |
| Ret     | Jan Veer          | Triumph     | Ret        |        |
| Ret     | Arthur Wheeler    | Triumph     | Ret        |        |
| Ret     | David Whitworth   | Triumph     | Ret        |        |
| Fuente: |                   |             |            |        |

### Resultados 350cc
| Pos     | Piloto             | Constructor | Tiempo  | Puntos |
| ------- | ------------------ | ----------- | ------- | ------ |
| 1       | Freddie Frith      | Velocette   | 1:47'52 | 10     |
| 2       | Bob Foster         | Velocette   | +1.9    | 8      |
| 3       | Johnny Lockett     | Norton      | +1'56.9 | 7      |
| 4       | David Whitworth    | Velocette   | +2'05.1 | 6      |
| 5       | Eric McPherson     | AJS         |         | 5      |
| 6       | Ted Frend          | AJS         |         |        |
| 7       | Artie Bell         | Norton      |         |        |
| 8       | Reg Armstrong      | AJS         |         |        |
| 9       | Frank Fry          | Velocette   |         |        |
| 10      | Harry Hinton       | Norton      |         |        |
| 11      | Wilf Sleightholme  | AJS         |         |        |
| 12      | Bill Petch         | AJS         |         |        |
| 13      | Eric Briggs        | Velocette   |         |        |
| 14      | Leslie Dear        | AJS         |         |        |
| 15      | Ray Petty          | AJS         |         |        |
| 16      | Arthur Wheeler     | Velocette   |         |        |
| 17      | Louis van Rijswijk | AJS         |         |        |
| 18      | Jim Kentish        | AJS         |         |        |
| 19      | Lo Simons          | Velocette   |         |        |
| 20      | Bill Beevers       | Velocette   |         |        |
| 21      | Sidney Jensen      | AJS         |         |        |
| 22      | Joop van Doren     | Velocette   |         |        |
| 23      | Gerrit Rossjen     | AJS         |         |        |
| Ret     | Kenneth Bills      | Velocette   | Ret     |        |
| Ret     | Oliver Scott       | Velocette   | Ret     |        |
| Ret     | Nils Jensen        | Velocette   | Ret     |        |
| Ret     | Gerard Poel        | Velocette   | Ret     |        |
| Ret     | B.A. Burik         | Velocette   | Ret     |        |
| Ret     | Les Graham         | AJS         | Ret     |        |
| Ret     | William Doran      | AJS         | Ret     |        |
| Ret     | Rod Coleman        | AJS         | Ret     |        |
| Ret     | Piet Knijnenburg   | AJS         | Ret     |        |
| Ret     | Hub Pellikaan      | AJS         | Ret     |        |
| Ret     | Harold Daniell     | Norton      | Ret     |        |
| Ret     | George Morrison    | Norton      | Ret     |        |
| Fuente: |                    |             |         |        |

### Resultados 125cc
| Pos     | Piloto              | Constructor | Tiempo    | Puntos |
| ------- | ------------------- | ----------- | --------- | ------ |
| 1       | Nello Pagani        | Mondial     | 1:02'38.9 | 10     |
| 2       | Oscar Clemencigh    | Mondial     |           | 8      |
| 3       | Carlo Ubbiali       | MV Agusta   |           | 7      |
| 4       | Franco Bertoni      | MV Agusta   |           | 6      |
| 5       | Giuseppe Matucci    | MV Agusta   |           | 5      |
| 6       | Toon Van Zutphen    | Eysink      |           |        |
| 7       | Jan Rietveld        | BMF         |           |        |
| 8       | Cees Huybregts      | Eysink      |           |        |
| 9       | Nico Luybregts      | VZ-CZ       |           |        |
| 10      | Gysbertus Lagervey  | Sparta      |           |        |
| 11      | Henk Verhagen       | Sparta      |           |        |
| 12      | José María Llobert  | Montesa     |           |        |
| 13      | J. Co van der Brom  | Eysink      |           |        |
| 14      | Aad van Exel        | Tilex       |           |        |
| 15      | Heins Oude Avenhuts | DKW         |           |        |
| 16      | Henk Holstege       | Eysink      |           |        |
| Fuente: |                     |             |           |        |